# Chantons les fables de La Fontaine
 (février 2024).
Si vous disposez d'ouvrages ou d'articles de référence ou si vous connaissez des sites web de qualité traitant du thème abordé ici, merci de compléter l'article en donnant les références utiles à sa vérifiabilité et en les liant à la section « Notes et références ».
Albums de Chantal Goya
Au pays des étoiles
(2006) Collector
(2013)
Chantons les fables de la Fontaine est le dix-huitième album studio inédit de la chanteuse Chantal Goya. Il est paru le 8 novembre 2010. Dans cet album, participent également les interprètes Roger Houzel et Jean-Jacques Debout.
Malgré une faible promotion, l'album reçoit un accueil favorable par le public qui souligne particulièrement ses arrangements soignés.

## Titres
1. Chantons, chantons 1:04
2. Monsieur de La Fontaine 3:08
3. À l'enfant le dauphin 4:00
4. Le Chêne et le Roseau 3:04
5. Le Rat des villes et le Rat des champs 1:45
6. Le laboureur et ses enfants 1:39
7. Le lièvre et la Tortue 2:42
8. La Grenouille et le Bœuf 2:21
9. Le Loup et l'Agneau 2:55
10. Le Loup et la Cigogne 1:18
11. Les Louloups et les Cigognes 5:54
12. La Mort et le Bûcheron 1:41
13. Le Chat, la Belette et le Petit Lapin 2:32
14. Le Corbeau et le Renard 1:56
15. La Poule aux œufs d'or 1:04
16. Le Lion abattu par l'homme 1:21
17. Un animal dans la lune 3:17
18. La Cigale et la Fourmi 1:59
19. Monsieur Jean 4:06
20. Faisons la ronde mes amis 3:33